# 鲁向东
鲁向东（1960年—），福建人，中华人民共和国政治人物。
毕业于邮电部邮电科学研究院研究生部，后于北京大学获得经济学系博士，担任福建省无线通信局局长，邮电部移动通信局副局长。2000年4月，任中国移动通信集团公司副总经理，后因贪污辞职。2012年2月28日，鲁向东被吉林省检察院带走接受调查。2013年11月15日，因受贿被判处无期徒刑。
2017年，鲁向东的刑期被减为有期徒刑22年，剥夺政治权利九年。2020年，鲁向东再次被减刑五个月，刑期至2039年5月10日止。